# S. Yizhar
Yizhar Smilansky (født 27. september 1916 i Rehovot, død 21. august 2006), kendt som S. Yizhar, var en israelsk forfatter og politiker med en litterær karriere, der spændte over næsten 50 år. I 1959 modtog han Israel-prisen for sit bidrag til den israelske litteratur.
Yizhar Smilansky blev født i Rehovot, som ligger ca. 20 km fra Tel Aviv. Hans forældre var russiske indvandrere, og han kom fra en forfatterfamilie. Han læste på lærerseminaret i Jerusalem, arbejdede som pædagog og som professor ved Det hebraiske universitet i Jerusalem og ved Universitetet i Tel Aviv. Forfatteren deltog desuden i Den arabisk-israelske krig i 1948-1949 og var repræsentant for det israelske arbejderparti fra 1949 til 1967.
Yizhar har skrevet både romaner, noveller, børnebøger og non-fiction og er oversat til 22 sprog. Hans værker handler ofte om tiden før og umiddelbart efter staten Israels oprettelse. Desuden står forholdet mellem menneske og sted og konflikten mellem individ og gruppe tit i centrum i hans bøger. Hans stil kendetegnes af en blanding af litterær prosa og dagligsprog og lange sætninger med mange forskellige associationer, der minder om stream of consciousness.
Khirbet Khizeh – Slagmark er indtil videre det eneste af Yizhars værker, der er udkommet på dansk. Det udkom første gang på hebraisk i 1949 og er en erindringsroman, der reflekterer over de erfaringer, som forfatteren gjorde sig under uafhængighedskrigen. Den handler om, hvorledes beboerne i den fiktive landsby Khirbet Khizeh bliver tvunget til at forlade deres hjem af israelske soldater. Læseren får ikke rigtig at vide, hvorfor landsbyen egentlig skal evakueres, og hvad der foregår i resten af Israel. Historien fortælles af en af soldaterne, der deltager i aktionen, og som gennemgår meget ambivalente følelser, mens de andre soldater omkring ham ikke lader til at føle noget. Bogen har siden sin udgivelse skabt stor debat omkring begivenhederne, der førte til Israels oprettelse.
Yizhar døde i 2006 i en alder af 89 år og efterlod en kone og tre børn.

### Oversat til dansk
- Khirbet Khizeh – Slagmark (Møller Forlag, 2016 ; udgivet som lydbog af Bechs Forlag – Viatone, 2017)

### På engelsk
- Ephraim Goes Back to Alfalfa
- On the Edge of the Negev
- The Wood on the Hill
- A Night Without Shootings
- Journey to the Evening's Shores
- Midnight Convoy
- Days of Ziklag (1958)
- Mikdamot (1992)
- Discovering Elijah (1999)

## Priser og udmærkelser (udvalg)
- 1959 – Israel-prisen for litteratur
- 1959 – Brenner-prisen for litteratur
- 1960 – Lamdan-prisen for børnelitteratur
- 1991 – Bialik-prisen for litteratur
- 2002 – EMET-prisen for kunst, videnskab og kultur